# 馬浩輝
馬浩輝 （英語：Ma, Stanley Kilian H.F.，1966年—），香港大律師，曾任香港無線電視及亞洲電視記者。他由2000年開始執業，曾因李柱銘號召，免費為社運人士打官司，因而被稱為「十大狀」之一。
他曾任珠海學院客席講師，任教新聞道德與法規、英語新聞採訪及寫作、及新聞翻譯。取得大律師資格後亦曾在香港浸會大學會計及法律系任教。
馬畢業於聖公會聖三一堂中學及珠海學院新聞及傳播系，後獲英國倫敦大學法學榮譽學士、城市大學法學碩士（中國法及比較法）、香港大學法學專業證書及香港大學法學碩士（人權法） 。 他亦是英國CEDR認可調解員 , 香港調解資歷評審協會有限公司認可綜合調解員 , 認可建築仲裁員 (香港建築業仲裁中心) , 香港仲裁司學會資深會員。
2010年5月，馬被控在坪洲偷胸圍，後被裁定罪名成立，判罰款3000元 及被大律師公會吊銷他的大律師執業資格(釘牌)三十個月 。